# لوکاس هولر

## دوران حرفه‌ای
در ماه مه ۲۰۱۶، سندهاوزن اعلام کرد که با هولر برای فصل جدید به توافق رسیده‌است و قراردادی دوساله با امکان تمدید برای سال سوم امضا کرده‌است.
در دسامبر ۲۰۱۷، اعلام شد که هولر برای نیم فصل دوم  ۲۰۱۸-۲۰۱۷، در حالی‌که نیم فصل از قراردادش با سندهاوزن باقی‌مانده بود، به باشگاه فوتبال فرایبورگ خواهد پیوست.